# Мала-Капела

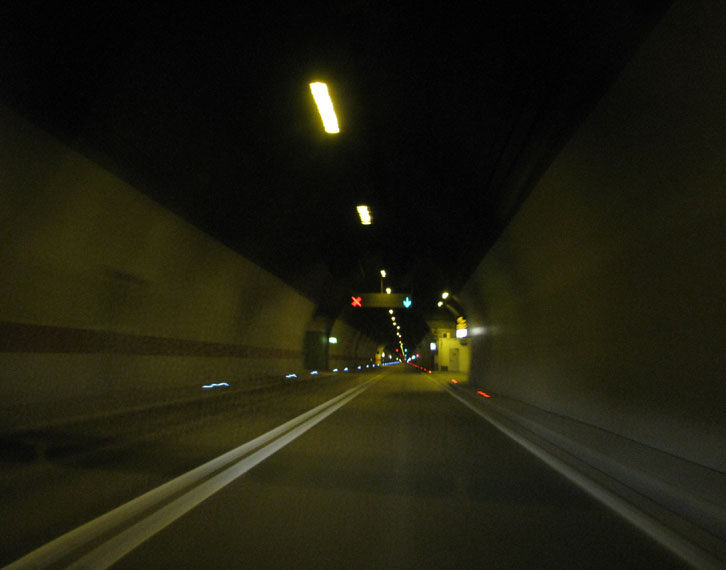
Мала-Капела с двусторонним движением (до постройки второго тоннеля)

Тоннель Ма́ла-Ка́пела (хорв. Tunel Mala Kapela) — автомобильный тоннель в Хорватии на магистрали A1. Самый длинный тоннель Хорватии, длина 5 821 метр. Проложен под горой Мала-Капела в направлении с северо-запада на юго-восток, соединяет два исторических региона — Центральную Хорватию и Лику. Северный въезд в тоннель находится около деревни Модруш (жупания Карловац), южный въезд около деревни Езеране (жупания Лика-Сень). Ближайшие города к тоннелю вдоль магистрали — Огулин к северу и Оточац к югу.
Мала-Капела состоит из двух тоннелей, в каждом из них движение осуществляется в одном направлении по двум полосам.
Строительство Малы-Капелы шло в два этапа. В 2005 году был построен первый тоннель, в этом же году было открыто движение по данному участку магистрали, движение в тоннеле временно осуществлялось в обоих направлениях по одной полосе. В 2009 году было закончено строительство второго тоннеля, после чего трафик стал идти по четырём полосам, в каждом из тоннелей — две полосы в одном направлении.
A1 — платная автомагистраль, плата за проезд по тоннелю взимается в рамках оплаты проезда по магистрали. Отдельной платы за проезд по тоннелю не существует.

## Характеристика
Северный въезд в тоннель находится на высоте 562 м над уровнем моря, южный — на высоте 575 метров. Бесплатный дублёр автобана (шоссе E71) преодолевает гору серпантином, через перевал на высоте 880 м над уровнем моря. За счёт небольших изгибов около обоих въездов длины двух тоннелей различны, северо-западный имеет длину 5 821 метр, юго-восточный — 5 780 метров. Тоннели вырыты на расстоянии 25 метров друг от друга, соединены 6 проездами и 14 пешеходными проходами.
Ширина автомобильного полотна в обоих тоннелях — 7,7 метров, разрешённая скорость движения — 100 км/ч. Тоннель оборудован автономной системой удаления воды.
Тоннель построен новоавстрийским методом (en:New Austrian Tunnelling method), при прокладке применялись буровые и взрывные работы. Главную сложность при прокладке представляли пещеры и карстовые явления, которые широко распространены в хорватских горах.
Туннель оборудован электронными указателями скорости, которые позволяют варьировать максимально разрешённую скорость в зависимости от дорожных условий. В Мала-Капеле установлено оборудование, позволяющее принимать две FM-радиостанции и пользоваться сотовыми телефонами.

## Трафик
Поскольку автомагистраль A1 является платной, трафик через тоннель учитывается по числу машин, миновавших пункты оплаты. Согласно статистике, на участке трассы, в которую входит тоннель Мала-Капела, дневной трафик в среднем за год составляет 12 640 автомобилей, дневной трафик в среднем за лето — 31 166 машин. Столь резкий рост движения летом объясняется тем, что магистраль A1 — один из основных путей, по которому туристы следуют на курорты Адриатики.